# Нова Искра (лист)
Нова Искра је српски илустровани лист. Штампан је у Београду од 1899. до 1911. године. Власник и уредник био је Риста Ј.Одавић.

## Историјат
Нова искра је илустровани лист који је излазио од 1899. до 1911. године са прекидом у излажењу од 1908. до 1910. Власник и одговорни уредник листа био је Риста Ј. Одавић. Од 1911. године власник је Живојин О. Дачић, управник државне штампарије. У почетку лист је излазио 2 пута месечно, сваког 1. и 16. у месецу, а већ од октобра 1899. године једном месечно. 
Када је почео да излази, био је једини српски илустровани књижевни лист. Уређиван је са великим успехом и доносио прилоге из наше и стране књижевности, вести и чланке из науке, полемике, приказе и оцене књига, библиографске прилоге, кратке вести о културним дешавањима и научним достигнућима, али и рекламе и огласе, као и некрологе и читуље познатих личности тог времена.
Сарадници овог листа били су многи наши књижевници, научници и значајне личности српске културе: Милутин Бојић, Јанко Веселиновић, Ружа Винавер, Станислав Винавер, Милан Грол, Јелена Димитријевић, Радоје Домановић, Јован Јовановић Змај, Паја Јовановић, Слободан Јовановић, Петар Коњовић, Петар Кочић, Радован Кошутић, Симо Матавуљ, Димитрије Митриновић, Стојан Новаковић, Бранислав Нушић, Сима Пандуровић, Владислав Петковић Дис, Павле Поповић, Јаша Продановић, Владислав Рибникар, Јован Скерлић, Стеван Сремац, Иво Ћипико, Јован Цвијић, Веселин Чајкановић, Алекса Шантић.
Чест сарадник листа је био Владислав Петковић Дис који је у њему објавио и своју најлепшу песму Можда спава 1907. године.
Годишња цена листа је била 16 динара, а ван Србије 10 форинти или 20 динара у злату.

### Уредник
Одговорни уредник, а до 1911. године и власник, био је Риста Ј. Одавић.

### Место издавања и штампарија
Издаван је у Београду, а штампан је у Државној штампарији Краљевине Србије, Парној радикалној штампарији, "Милану Великом" Штампарији Бојовића и Мићића, Краљевско-српској Државној штампарији.

### Периодичност излажења
Лист је у почетку излазио 2 пута месечно, а од 1900. године једном месечно. Од бр. 1 из 1900. излазио је сваког 16. у месецу, а од бр. 1 из 1901. сваког 1. у месецу. Лист је имао прекид у излажењу од 1908-1910. год. 